# معاهدة السلام والصداقة اليابانية الصينية
معاهدة السلام والصداقة اليابانية الصينية (باليابانية:日本国と中華人民共和国との間の平和友好条約) (بالصينية:中华人民共和国和日本国和平友好条约,)، هي معاهدة السلام والصداقة التاريخية جمع بين اليابان والصين يوم 12 أغسطس 1978، وتم تفعيل الاتفاقية يوم 23 أغسطس من نفس العام.

## بنود المعاهدة

### المادة الأولى
1. يقوم الطرفان المتعاهدان بتطوير العلاقات والسلام والصداقة الدائمة بين البلدين، على أساس احترام السيادة الوطنية والسلامة الإقليمية، وعدم الاعتداء بينهما، وكذلك عدم التدخل في الشؤون الداخلية لكل منهما، وتعزيز المساواة والمنفعة والتعايش السلمي.

2. يؤكد الطرفان المتعاقدان أنه وفقا لمبادئ ومبادئ ميثاق الأمم المتحدة السالف ذكرهما، يجب عليهما في علاقاتهما المتبادلة تسوية جميع النزاعات بالطرق السلمية والامتناع عن استخدام القوة أو التهديد باستخدامها.

### المادة الثانية
تعهد الطرفان عدم السعي للهيمنة على قارة آسيا والمحيط الهادئ وفي أي منطقة أخرى، وعدم السماح للجهات الأخرى بمساهمة إحدى الدولتين بالسيطرة على الآخر.

### المادة الثالثة
يقوم الطرفان لحسن الجوار والود، وفيما يتفق مع مبادئ المساواة والمنفعة المتبادلة وعدم التدخل في الشؤون الداخلية لهاتين الطرفين، كما تسعى هاتان الدولتان لتطوير العلاقات الاقتصادية والثقافية بين البلدين وتعزيز التبادلات بين شعبي البلدين.

### المادة الرابعة
تنص المعاهدة على عدم تأثير أي من الطرفين فيما يتعلق بعلاقاته مع الدولة الثالثة. ثالثة.

### المادة الخامسة
1. مصادقة هذه المعاهدة وتدخل حيز النفاد بتاريخ متبادل وفق المعاهدة التي ستعقد في طوكيو، وتظل هذه المعاهدة سارية المفعول لمدة 10 سنوات، ثم يستمر نفاذها حتى يتم إنهاؤها وفقاً لأحكام الفقرة 2.
2. يجوز لأي الطرفين بإعطاء إخطار كتابي مدته سنة واحدة للطرف المتعاقد الآخر، إنهاء هذه المعاهدة في نهاية فترة السنوات العشر الأولى أو أي وقت بعد ذلك.